# Walid Birrou
Walid Birrou Essafi (Villanueva y Geltrú, Barcelona, España, 6 de septiembre de 1995) conocido deportivamente como Walid Birrou, es un futbolista español de origen marroquí que juega como portero. Actualmente forma parte del Ungmennafélag Njarðvíkur de la Segunda División de Islandia.

## Trayectoria deportiva
El guardameta Walid desarrolló la totalidad de su etapa formativa en las categorías inferiores del Club de Fútbol Gandia hasta alcanzar el combinado U19 llegando a competir en la Liga Nacional Juvenil de España.
En 2014 firma su primer contrato en categoría senior para entrar en las filas del Club Deportivo Teruel alternando actividad entre el conjunto filial y el primer equipo de Tercera División de España, permaneciendo en el club turolense durante tres campañas.
En la temporada 2017/2018 ficha por el Oakland City Might Oaks de la National Association of Intercollegiate Athletics de Estados Unidos, donde compitió durante dos cursos. 
Durante esos años además, en el periodo estival, pasó a formar parte del Little Rock Rangers para competir en la National Premier Soccer League, además de disputar las primeras rondas de la Lamar Hunt U.S. Open Cup con el club de Arkansas.
Posteriormente, en la temporada 2019/2020, Walid firmó contrato por un año pasando a formar parte de las filas del Atlanta Soccer Club para competir ese curso en la National Independent Soccer Association, tratándose del tercer nivel del sistema de ligas de fútbol de los Estados Unidos.
En el primer tramo de la temporada 2020/2021 regresa a España para entrar en las filas del Almagro Club de Fútbol y competir en la Tercera División de España, hasta que el 9 de abril de 2021 es anunciado de forma oficial como nuevo jugador del FC Wichita de Estados Unidos para disputar la competición de liga de USL League Two hasta final de ese curso.
Fue en octubre de 2021 cuando recala en el Club Stade Marocain de la Segunda División de Marruecos hasta que abril de 2022 pasa a formar parte del Reykjanesbaer Bolti de la 4. deild karla hasta finalizar la competición.
De cara a la temporada 2022/2023 firma contrato profesional con el Thróttur Vogar de la Segunda División de Islandia haciendo su debut oficial en la categoría el 3 de septiembre de 2022, en el encuentro correspondiente a la jornada 20 de campeonato de liga ante el Þór Akureyri. 
En noviembre de 2022, habiendo finalizado su etapa con el segundo club, es anunciado de forma oficial su fichaje por el Ungmennafélag Njarðvíkur de la Segunda División de Islandia por una campaña.

## Carrera deportiva

### Clubes
| Club                      | País           | Año               |
| ------------------------- | -------------- | ----------------- |
| Club de Fútbol Gandia U19 | España         | 2011 - 2014       |
| Club Deportivo Teruel     | España         | 2014 - 2017       |
| Oakland City Mighty Oaks  | Estados Unidos | 2017 - 2018       |
| Little Rock Rangers       | Estados Unidos | 2018              |
| Oakland City Mighty Oaks  | Estados Unidos | 2018 - 2019       |
| Little Rock Rangers       | Estados Unidos | 2019              |
| Atlanta SC                | Estados Unidos | 2019 - 2020       |
| Almagro Club de Fútbol    | España         | 2020 - 2021       |
| FC Wichita                | Estados Unidos | 2021              |
| Stade Marocain            | Marruecos      | 2021-2022         |
| Reykjanesbaer Bolti       | Islandia       | 2022              |
| Thróttur Vogar            | Islandia       | 2022              |
| Ungmennafélag Njarðvíkur  | Islandia       | 2023 – Actualidad |